# Natz-Schabs
Naz-Sciaves (Natz-Schabs) é uma comuna italiana da região do Trentino-Alto Ádige, província de Bolzano, com cerca de 2.430 habitantes. Estende-se por uma área de 15 km², tendo uma densidade populacional de 162 hab/km². Faz fronteira com Bressanone, Fortezza, Luson, Rio di Pusteria, Rodengo, Varna.

## Demografia
| Variação demográfica do município entre 1861 e 2011                               |
|                                                                                   |
| Fonte: Istituto Nazionale di Statistica (ISTAT) - Elaboração gráfica da Wikipedia |